# Dermasuci
Dermasuci is een bestuurslaag in het regentschap Tegal van de provincie Midden-Java, Indonesië. Dermasuci telt 2508 inwoners (volkstelling 2010).